# Золотохохлый лесной трупиал
Золотохохлый лесной трупиал (лат. Macroagelaius imthurni) — вид птиц рода лесные трупиалы семейства трупиаловых. Подвидов не выделяют.

## Описание
Взрослые особи представителей этого вида полностью синевато-чёрного цвета с металлическим отливом, однако, есть «кисточки» жёлтого цвета на изгибе крыла. Молодые особи черновато-серого цвета, а также тусклые. У молодых особей отсутствуют «кисточки».

### Размер
Длина самца в среднем 28 см, самки 25,5 см.

## Распространение
Представители данного вида встречаются в тепуях Гайаны, Венесуэлы, а также Бразилии.

## Продолжительность поколения
Продолжительность поколения представителей данного вида составляет 4,6 года.